# Centesimus annus
Centesimus annus (en llatí "El Centenari") és una encíclica que va escriure el papa Joan Pau II el 1991 en el centenari de la Rerum novarum, una encíclica publicada pel papa Lleó XIII el 1891. Forma part d'un cos més gran de escrits, coneguts com a doctrina social de l'Església, que rastregen el seu origen a la Rerum novarum i, finalment, al Nou Testament.
Va ser una de les catorze encícliques emeses per Joan Pau II. El cardenal Georges Cottier, teòleg emèrit de la Casa Pontifícia i cardenal-diaca de Santi Domenico e Sisto, l'església de la Universitat Pontifícia de Sant Tomàs d'Aquino, Angelicum, va influir en la redacció de l'encíclica.

## Visió general
Escrit el 1991, durant els darrers dies de la Guerra freda, Centesimus annus examina específicament qüestions polítiques i econòmiques contemporànies. L'encíclica és parcialment una refutació de la ideologia marxista/comunista i una condemna dels règims dictatorials que la practicaven. El context històric particular en què es va escriure va impulsar el papa Joan Pau II a condemnar els horrors dels règims comunistes a tot el món. Tot i això, el Papa també es va reservar la condemna als règims reaccionaris que perseguien les seves poblacions, aparentment contra el marxisme i el comunisme.
L'encíclica s'exposa sobre qüestions de justícia social i econòmica. Inclou una defensa dels drets de propietat privada i el dret a formar associacions privades, inclosos els sindicats. Compara el socialisme amb el consumisme, identificant l'ateisme com a font de la seva negació comuna, la dignitat de la persona humana.
Els recurrents temes de justícia social i econòmica esmentats a Centesimus annus articulen creences fundacionals en el magisteri social de l'Església catòlica. Al llarg de l'encíclica, el Papa demana a l'Estat que sigui l'agent de la justícia dels pobres i que protegeixi els drets humans de tots els seus ciutadans, repetint un tema de la Rerum novarum del papa Lleó XIII. Abordant la qüestió de l'obligació de l'Estat de defensar els drets humans, el papa Lleó XIII afirma:
| « | Quan es tracta de defensar els drets de les persones, els indefensos i els pobres tenen una demanda especial. La classe més rica té moltes maneres de blindar-se, i té menys necessitat d'ajudar l'Estat; mentre que la massa dels pobres no té recursos propis per recaure-hi, i ha de dependre principalment de l'assistència de l'Estat. És per aquesta raó que els assalariats, ja que pertanyen majoritàriament a aquesta darrera classe, haurien de ser especialment cuidats i protegits pel Govern | » |

Però el papa Joan Pau II també defensa la propietat privada, els mercats i els negocis honorables com a elements necessaris d'un sistema d'economia política que respecti la dignitat de l'individu i permeti a l'individu expressar tota la seva humanitat. Formula un argument de "mà invisible" d'Adam Smith:
| « | L'home es compleix utilitzant la seva intel·ligència i llibertat. Per fer-ho, utilitza les coses d'aquest món com a objectes i instruments i les fa seves. El fonament del dret a la iniciativa privada i la propietat es troba en aquesta activitat. Mitjançant la seva obra l'home es compromet, no només pel seu propi compte, sinó també "pels altres i amb els altres". Cada persona col·labora en la feina dels altres i pel seu bé. L'home treballa per tal de proporcionar les necessitats de la seva família, la seva comunitat, la seva nació i, en definitiva, tota la humanitat. | » |

## Principis

### General
- La dignitat i els drets del treballador (# 3).
- Dret a constituir associacions professionals d'empresaris i treballadors (# 3).
- Dret a la propietat privada (# 6).
- Dret a un salari just (# 8).
- Dret a exercir lliurement els deures religiosos / llibertat de religió (núm. 9).
- El regne de Déu no es pot confondre amb cap regne temporal (# 25).
- Defensar i promoure la dignitat i els drets de les persones humanes, independentment de les conviccions personals (# 22).

### Solidaritat
- Empatitzar amb els que t'envolten una manera de fer que el bé sigui el seu bé, que permeti la recerca del bé comú (# 10).
- L'home no es pot entendre sobre la base de l'economia sola ni definida per membres de la classe, sinó dins de la cultura (# 24).
- Cal donar un reconeixement total als drets de la consciència humana (núm. 29).
- La llei és sobirana i no la voluntat arbitrària dels individus (núm. 44).

### Subsidiarietat
- Una comunitat d'un ordre superior no hauria d'interferir en la vida interna d'una comunitat d'ordre inferior, privant aquesta darrera de les seves funcions, sinó que l'hauria de recolzar en cas de necessitat i ajudar a coordinar la seva activitat amb les activitats de la resta de societat, sempre amb vista al bé comú (# 48).

## Sinopsi

### Introducció
- La Rerum novarum té una “gran importància” per a l'Església; les "energies vitals" que es van desfermar continuen augmentant (# 1).
- La Rerum novarum es pot utilitzar per ajudar a mirar enrere els principis fonamentals, "mirar al nostre voltant" els nous esdeveniments i mirar cap al futur (# 3).
- L'anàlisi de la història i els esdeveniments actuals és essencial per a la missió d'evangelització de l'Església (# 3).

### Característiques de laRerum novarum
- La Rerum novarum va intentar respondre al conflicte entre capital i treball (# 5).
- Lleó XIII va donar a l'Església un paradigma i un corpus per analitzar, jutjar i indicar indicacions cap a les realitats socials (núm. 5).
- Ensenyar i difondre la seva doctrina social és una part essencial de la missió evangelitzadora de l'Església (# 5).
- No hi pot haver cap solució genuïna a la "qüestió social" a part de l'evangeli (# 5).
- La Rerum novarum afirma fermament la dignitat del treball i els drets sobre la propietat privada, les associacions privades, un salari just, i exercir els deures religiosos lliurement (# 6-9).
- La crítica de la Rerum novarum al socialisme i al liberalisme continua essent actual encara (# 10).
- L'èmfasi de la Rerum novarum en els drets dels pobres i els indefensos dona testimoni de la continuïtat de l'opció dels pobres (# 11).
- La llum de la Rerum novarum és la seva visió de la dignitat humana (# 11).

### Cap a les "Noves Coses" d'avui
- L'error fonamental del socialisme és la seva incomprensió de la persona humana com a simple element (# 13).
- Aquest error deriva de l'ateisme i es tradueix en una distorsió de la llei i la llibertat humana (# 13).
- L'ateisme i el menyspreu cap a la persona humana provoquen lluita de classes i militarisme (# 14).
- L'Estat, que respecta el principi de subsidiarietat, té un paper positiu a l'hora de determinar el marc jurídic dels assumptes econòmics (núm. 15).
- El paper del moviment obrer en la reforma econòmica ha estat important (# 16).
- La Rerum novarum es va oposar a ideologies d'odi i va demostrar com la violència podia ser superada per la justícia (# 17).
- Des de 1945, a Europa, hi ha una situació de pau no bèl·lica, però no genuïna: moltes persones van perdre la capacitat de controlar el seu propi destí; una cursa d'armes "demencial" va engolir recursos vitals; grups extremistes violents van trobar suport llest; l'amenaça atòmica va oprimir el món (# 18).
- Després de la Segona Guerra Mundial, es va produir la descolonització. La independència genuïna de les nacions en desenvolupament està obstaculitzada pel control polític i econòmic estranger i la manca de classe professional competent (# 20).
- Des de 1945, la consciència dels drets humans –amb les Nacions Unides com a punt focal– ha crescut (núm. 21).
- L'ONU encara no ha aconseguit establir una política d'ajuda al desenvolupament contínuament favorable o un sistema efectiu de resolució de conflictes com a alternativa a la guerra (# 21)

### Fi de la guerra freda
- El 1989: a l'Europa de l'Est, els règims opressius van caure; alguns països del Tercer Món van iniciar una transició cap a estructures més justes i participatives (núm. 22).
- El compromís de l'Església per defensar i promoure els drets humans va ser una contribució important als esdeveniments del 1989 (# 22).
- Factors que van contribuir a la caiguda dels règims opressius: vulneració dels drets dels treballadors (# 23); ineficiència del sistema econòmic (# 24); buit espiritual provocat per ateisme (# 24).
- La protesta pacífica i no violenta va aconseguir gairebé tots els canvis a l'Europa de l'Est (núm. 23).
- Els fets del 1989 serien impensables sense oració i confiança en Déu (núm. 25).
- Els esdeveniments de 1989 il·lustren oportunitats per a la llibertat humana de cooperar amb el pla de Déu que actua en la història (# 26).
- En alguns països, els fets del 1989 van resultar d'una trobada entre l'Església i el moviment obrer (núm. 26).
- Els esdeveniments de 1989 van il·lustrar que la doctrina social de l'Església (i un compromís concret amb l'alliberament integral) no necessita un compromís "impossible" entre el cristianisme i el marxisme (núm. 26).
- Calen estructures internacionals que puguin ajudar a reconstruir, econòmicament i moralment, els països que han abandonat el comunisme (# 27).
- La caiguda del marxisme ha posat de manifest la interdependència humana (núm. 27).
- La pau i la prosperitat són béns que pertanyen a tota la raça humana (núm. 27).
- És necessària una ajuda per a l'Europa de l'Est, sense que es redueixi l'ajuda al Tercer Món (núm. 28).
- Cal que hi hagi un canvi en les prioritats i els valors sobre els quals es prenen les opcions polítiques i econòmiques (# 28).
- L'avanç dels pobres és una oportunitat per al creixement moral, cultural i econòmic de tota la humanitat (# 28).
- El desenvolupament s'ha de veure en termes plenament humans, i no només econòmics (# 29).

### Propietat privada i destinació universal de béns materials
- El magisteri social catòlic afirma un dret a la propietat privada que està limitat per l'objectiu comú de les mercaderies (# 30).
- El treball, que avui dia és un treball amb i per als altres, és la resposta humana als dons de Déu (# 31).
- La possessió de coneixements, tecnologia i habilitat està superant la terra com el factor decisiu de la producció (# 32).
- La majoria de la gent actual no té els mitjans ni la possibilitat d'adquirir els coneixements bàsics per entrar al món de la tecnologia i la intercomunicació. Així són explotats o marginats (núm. 33).
- Les insuficiències humanes del capitalisme estan lluny de desaparèixer (# 33).
- Moltes necessitats humanes no es satisfan en una economia de lliure mercat (# 34).
- És un "deure estricte de la justícia i de la veritat" i un requisit de dignitat per ajudar les persones necessitades a adquirir experiència i desenvolupar l'habilitat per entrar a l'economia moderna (# 34).
- El mercat lliure és l'instrument més eficient per utilitzar recursos i respondre eficaçment a recursos solvents i comercialitzables (# 34).
- Hi ha necessitats humanes que "no troben lloc al mercat"; la justícia exigeix que aquestes necessitats fonamentals no siguin "insatisfetes" (núm. 34).
- L'Estat necessita controlar el mercat per garantir que les necessitats bàsiques de la societat estan satisfetes, però l'Església “reconeix el paper legítim del benefici ” (núm. 35).
- Una empresa comercial és una comunitat de persones que s'esforcen a cobrir les seves necessitats bàsiques, que formen un grup al servei de la societat (# 35).
- Els factors humans i morals són tan importants com el benefici per a la vida d'un negoci (# 35).
- La derrota del "socialisme real" no deixa el capitalisme com a únic model d'organització econòmica (núm. 35).
- Les nacions més fortes han d'oferir a les nacions més febles l'oportunitat d'ocupar el seu lloc en l'ordre internacional (# 35).
- El deute exterior dels països més pobres ha de ser gestionat de manera que respecti els drets dels pobles a subsistència i progrés (# 35).
- El consumisme ha creat actituds i estils de vida que perjudiquen la salut física i espiritual dels éssers humans (núm. 36).
- Cal crear estils de vida en què la cerca de la veritat, la bellesa, la bondat i el bé comú determinin les opcions (# 36).
- Els mitjans de comunicació tenen un paper especial a l'hora de fomentar el sentit de la responsabilitat general (# 36).
- La qüestió ecològica posa èmfasi en la responsabilitat humana davant les generacions futures (# 37).
- Les estructures socials poden crear entorns propis per al pecat que impedeixen la plena realització humana (# 38).
- La família, fundada en el matrimoni entre un home i una dona, és el santuari de la vida (# 39).
- L'autèntica alienació humana es produeix quan una persona es nega a transcendir el jo i a viure una vida que es dona en si mateixa en una comunitat humana autèntica orientada a Déu (# 41).
- Amb el col·lapse del comunisme, el capitalisme, amb els negocis, els mercats, la propietat privada i la creativitat humana lliure en el sector econòmic, hauria de ser l'objectiu dels països en desenvolupament. La solució marxista ha fracassat, però al Tercer Món encara hi ha marginació, explotació i alienació (# 42).
- El magisteri social de l'Església ha de servir d'orientació, més que de model, cap a la resolució de problemes (n. 43).
- La tasca principal de l'Estat és garantir la seguretat de la llibertat individual i la propietat privada, així com prevenir els monopolis (# 48).
- Hem de tenir confiança en el potencial humà dels pobres i en la capacitat de millorar les seves pròpies condicions mitjançant la feina i la prosperitat econòmica (# 52).

### Estat i cultura
- L'arrel del totalitarisme modern es troba en la seva negació de la dignitat transcendent de la persona humana. (# 44)
- En defensar la seva pròpia llibertat, l'Església defensa la dignitat de la persona humana (# 45).
- L'Església valora qualsevol sistema democràtic que asseguri la capacitat dels ciutadans de participar-hi (núm. 46).
- Els sistemes democràtics han de solidificar els seus fonaments reconeixent explícitament certs drets, especialment els drets a la vida, a treballar i a establir una família (núm. 47).
- Algunes democràcies han perdut la capacitat de prendre decisions per al bé comú (# 48).
- Els estats, respectant la subsidiarietat, han de garantir la llibertat, la seguretat i els drets humans (núm. 48).
- L'Estat d'assistència social comporta una pèrdua d'energies humanes; un augment indegut d'agències públiques burocràtiques no és la millor manera de resoldre aquests problemes (# 48).
- L'Església —a través de la caritat, la solidaritat i el voluntariat— ha estat sempre entre els més necessitats (# 49).
- Una cultura aconsegueix el seu caràcter mitjançant la recerca de la veritat (# 50).
- L'aportació de l'Església a la cultura és formar cors humans per a la pau i la justícia (núm. 51).
- Una cultura de pau necessita promoure el desenvolupament i proporcionar oportunitats realistes als pobres (# 52).
- Aquesta tasca pot requerir canvis en l'estil de vida que redueixi el malbaratament de recursos (# 52).

### Els humans com a via de l'Església
- El propòsit de l'Església és la cura i la responsabilitat no només de la humanitat, sinó també de cada individu (# 53).
- El magisteri social de l'Església és un instrument d'evangelització per a la salvació (núm. 54).
- L'Església rep el "significat de la humanitat" de Revelació Divina (núm. 55).
- Els països occidentals corren el risc de veure el col·lapse del "socialisme real" com una victòria per als seus propis sistemes i poden no fer els canvis necessaris en aquests sistemes (núm. 56).
- La base social de l'evangeli ha de funcionar com a base i motivació per a l'acció, ja que el testimoni de la justícia i la pau és més creïble que els arguments lògics (# 57).
- L'opció per als pobres no es limita a la pobresa material, sinó que també abasta la pobresa cultural i espiritual (# 57).
- L'amor es concreta en la promoció de la justícia que requereix canvis d'estils de vida, models de producció i consum i estructures de poder (# 58).
- És necessària gràcia per complir les demandes de justícia (# 59).
- El magisteri social de l'Església entra en diàleg amb les altres disciplines afectades per la humanitat (# 59).
- Les persones que no professen creences religioses poden contribuir a proporcionar a la qüestió social un fonament ètic (núm. 60).
- L'Església se sent obligada a denunciar la pobresa i la injustícia tot i que la seva crida no trobarà favor a tothom (#61).[6]

## Impacte
A diferència del papa Lleó XIII que va dirigir la seva encíclica als bisbes de les esglésies catòliques i ortodoxes, el papa Joan Pau II dirigeix la seva encíclica tant als bisbes de les esglésies catòliques i ortodoxes com a tots els membres de l'Església.
El Document comença assenyalant diversos esdeveniments ocorreguts l'any 1989, però el que és més important com va abastar un període més llarg de la dècada del 1800 amb règims dictatorials i opressius. Aquest capítol expressa la importància d'utilitzar la moral, la pau i la visibilitat de la veritat per disminuir la dictadura o qualsevol cosa que tinguessin que hagués estat negativa per a la societat en general. Aquest plantejament era contrari al que s'hauria de seguir els marxistes. El marxista creia que només per conflicte social es podrien resoldre aquests assumptes. També es va considerar la ineficàcia del sistema econòmic en diferents dimensions. Es va deixar clar que "cap societat política s'hauria de confondre mai amb el regne de Déu" perquè moltes empreses a causa dels desenvolupaments industrials tenien la possibilitat d'obtenir una "